# Aerangis coriacea
Aerangis coriacea är en orkidéart som beskrevs av Victor Samuel Summerhayes.
Aerangis coriacea ingår i släktet Aerangis och familjen orkidéer. Inga underarter finns listade i Catalogue of Life.